# Flagge der Hispanität
Die Flagge der Hispanität ist zusammengesetzt aus drei gleich großen purpurnen Kreuzen vor einer Inti-Sonne auf weißem Hintergrund. 
Die Fahne wurde von Ángel Camblor, einem Hauptmann der Uruguayischen Streitkräfte, anlässlich eines von Juana de Ibarbourou ausgerufenen Wettbewerbes zur Schaffung einer Fahne als Symbol für die Hispanität entworfen. Zum ersten Mal wurde sie am 12. Oktober 1932, dem Tag der Hispanität (Día de la Hispanidad), in Montevideo gehisst.
Offiziell als Flagge der Hispanität wurde sie im Rahmen der 7. Panamerikanischen Konferenz im Jahr 1933 angenommen.

## Symbolik
Die Farben der Flagge haben folgenden Symbolwert:
- Weiß symbolisiert den Frieden.
- Die Inti-Sonne steht für das Erwachen des amerikanischen Kontinentes.
- Die drei Kreuze erinnern an die drei Schiffe des Christoph Kolumbus: Niña, Pinta und Santa Maria.
- Purpur ist die Farbe des Löwen im kastilischen Wappen und verweist auf jene Region, in der die gemeinsame Sprache entstand: das Castellano (das kastilische Spanisch).